# 49a Mostra Internacional de Cinema de Venècia
La 49a Mostra Internacional de Cinema de Venècia es va celebrar entre l'1 i el 12 de setembre de 1992.

## Jurat
El jurat de la Mostra de 1992 va estar format per:
- Dennis Hopper (president)
- Jirí Menzel (president)
- Gianni Amelio
- Anne Brochet
- Neil Jordan
- Hanif Kureishi
- Ennio Morricone
- Michael Ritchie
- Jacques Siclier
- Fernando E. Solanas
- Sheila Whitaker

## Selecció oficial

### En competició
| Títol original                    | Director(s)         | País de producció |
| --------------------------------- | ------------------- | ----------------- |
| Die Abwesenheit                   | Peter Handke        | Alemanya          |
| La discesa di Aclà a Floristella  | Aurelio Grimaldi    | Itàlia            |
| Fratelli e sorelle                | Pupi Avati          | Itàlia            |
| La Chasse aux papillons           | Otar Iosseliani     | França            |
| Morte di un matematico napoletano | Mario Martone       | Itàlia            |
| Glengarry Glen Ross               | James Foley         | Estats Units      |
| Guelwaar                          | Ousmane Sembène     | Senegal           |
| Jamón, jamón                      | Bigas Luna          | Espanya           |
| Un cœur en hiver                  | Claude Sautet       | França            |
| In the Soup                       | Alexandre Rockwell  | Estats Units      |
| L.627                             | Bertrand Tavernier  | França            |
| O Último Mergulho                 | João César Monteiro | Portugal          |
| Hotel de Lux                      | Dan Pița            | Romania           |
| Olivier, Olivier                  | Agnieszka Holland   | França            |
| Orlando                           | Sally Potter        | Regne Unit        |
| La Peste                          | Luis Puenzo         | Argentina         |
| Raising Cain                      | Brian De Palma      | Estats Units      |
| Txuvstvitelni militsioner         | Kira Muratova       | Ucraïna/ França   |
| Qiu Ju da guan si                 | Zhang Yimou         | R.P. de la Xina   |
| Kaivo                             | Pekka Lehto         | Finlàndia         |

## Seccions autònomes

### Setmana de la Crítica del Festival de Cinema de Venècia
Les següents pel·lícules foren exhibides com en competició per a aquesta secció:
- Galaxies Are Colliding de John Ryman [5]
- Kisneviy golod d'Andrij Doncik ,[6]
- Klamek ji bo Beko de Nizamettin Ariç ,)[7]
- Les sept péchés capitaux de Beatriz Flores Silva, Frédéric Fonteyne, Yvan Le Moine, Geneviève Mersch, Pier-Paul Renders, Pasca Zabus, Philippe Blasbard, Olivier Smolders ,,
- Leon the Pig Farmer de Gary Sinyor i Vadim Jean
- Naprawde krotki film o milosci, zabijaniu i jeszcze jednym przykazaniu de Rafal Wieczynsky [8]
- Sabine de Philippe Faucon

## Premis
- Lleó d'Or:
  - Qiu Ju da guan si (Yimou Zhang)
- Premi Especial del Jurat:
  - Morte di un matematico napoletano (Mario Martone)
- Lleó d'Argent:
  - Un coeur en hiver (Claude Sautet)
  - Jamón, jamón (Bigas Luna)
  - Hotel de lux (Dan Pita)
- Copa Volpi:
  - Millor Actor: Jack Lemmon (Glengarry Glen Ross)
  - Millor Actriu: Gong Li (Qiu Ju da guan si)
- Medalla d'Or del President del Senat Italià:
  - Guelwaar (Ousmane Sembene)
- Lleó d'Or a la carrera:
  - Francis Ford Coppola
  - Jeanne Moreau
  - Paolo Villaggio
- Premi de l'Audiència:
  - Tango Argentino (Goran Paskaljević)
- Premi FIPRESCI:
  - Un coeur en hiver (Claude Sautet)
  - Leon the Pig Farmer (Vadim Jean)
  - Die zweite Heimat - Chronik einer Jugend (Edgar Reitz)
- Premi OCIC:
  - Orlando (Sally Potter)
- Premi OCIC - Menció Honorífica:
  - Daens (Stijn Coninx)
  - Qiu Ju da guan si (Gong Li)
- Premi Pietro Bianchi:
  - Marco Ferreri
- Premi Elvira Notari:
  - Orlando (Sally Potter)
- Premi Especial en ocasió del jubileu del Festival
  - Die zweite Heimat - Chronik einer Jugend (Edgar Reitz)